# Alloeotomus germanicus
Espèce
Alloeotomus germanicus est une espèce d'insectes de l'ordre des Hémiptères, de la famille des Miridae, du genre Alloeotomus.

## Répartition et habitat

### Répartition
Alloeotomus germanicus est présent en France (dont Nord-Pas-de-Calais).

## Systématique
L'espèce Alloeotomus germanicus a été décrite par John Wagner en 1939.